# Amphiura demissa
Amphiura demissa is een slangster uit de familie Amphiuridae.
De wetenschappelijke naam van de soort werd in 1922 gepubliceerd door René Koehler.